# Бахър ал Газал (река)
Бахър ал Газал (на арабски: بحر الغزال) е река в Южен Судан, ляв приток на Бели Нил. Името ѝ означава „море от газели“. Дължината ѝ е 240 km (с лявата съставяща я река Бахър ал Араб – 1040 km), а площта на водосборния ѝ басейн – 520 000 km². Река Бахър ал Газал се образува на 404 m н.в. при селището Габат ал Араб в северната част на Южен Судан от сливането на двете съставящи я реки Бахър ал Араб (лява съставяща, 800 km) и Джур (дясна съставяща, 485 km). По цялото си протежение тече предимно в източна посока сред обширни блата, с много малка денивелация (на 240 km само 12 m пад на водата) и бавно течение. Влива се отляво в река Бели Нил (Бахър ал Джабал) на 392 m н.в. при езерото Но и оттук нататък се образува същинската река Бели Нил. В периода на летните дъждове е плавателна за плитко газещи речни съдове до град Уау на река Джур, а след спада на водите – от мястото на образуването си до устието. Реката е картографирана за първи път през 1772 година от френския географ Жан-Батист Буржиньон. Древногръцки географи също я споменават, но много откъслечно.